# 실루레스

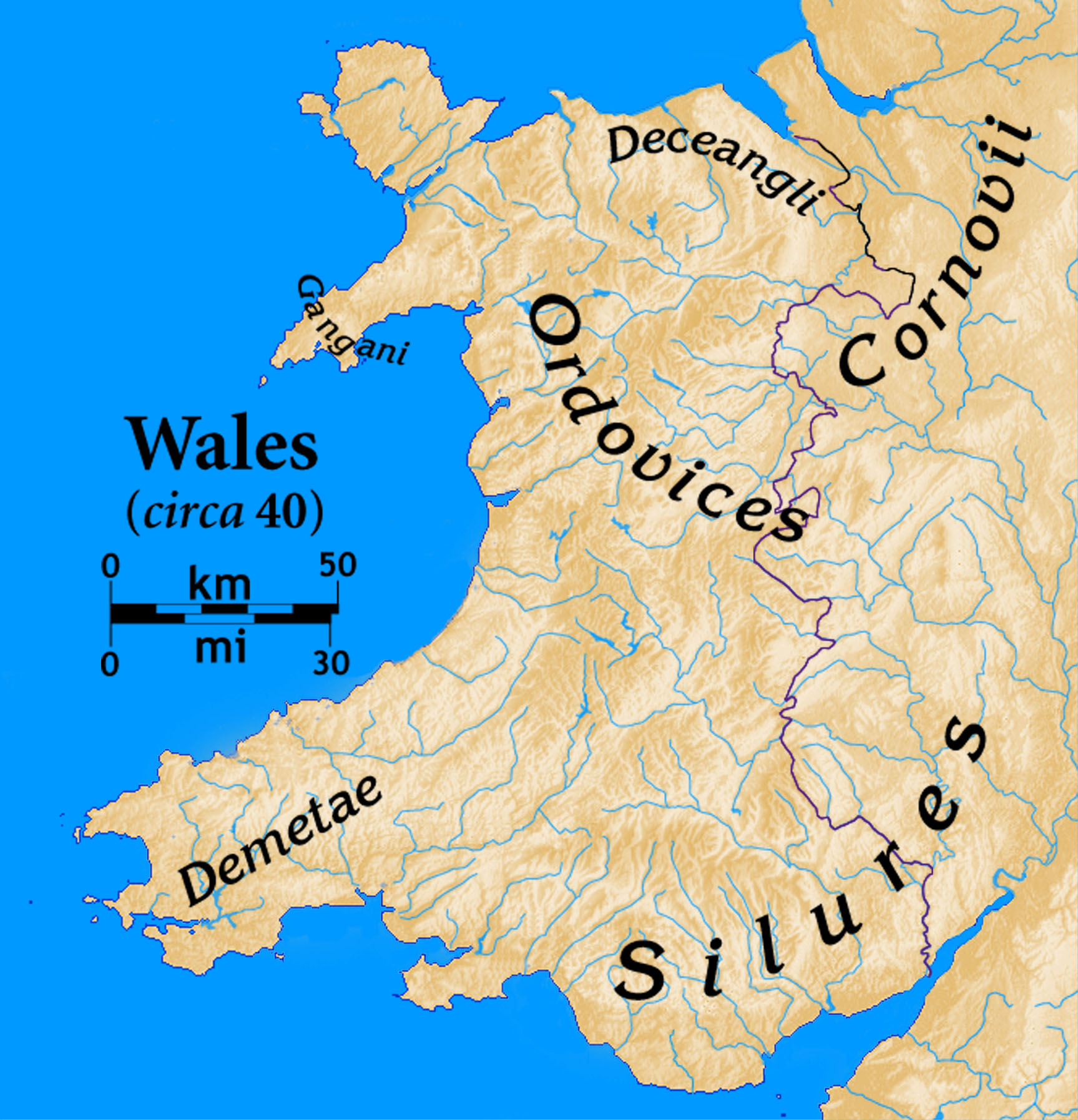

실루레스(라틴어: Silures)는 고대 브리튼섬의 강력하고 호전적인 부족 또는 부족연맹체였다. 오늘날의 동남 웨일스 지역에 거주했으며 북쪽으로 오르도비스와, 동쪽으로 도부니와, 서쪽으로 데메타에와 국경을 접했다.
고생물학에서 말하는 실루리아기의 어원이 되었다.